# Thereva foxi
Thereva foxi är en tvåvingeart som beskrevs av Cole 1923. Thereva foxi ingår i släktet Thereva och familjen stilettflugor.
Artens utbredningsområde är Washington. Inga underarter finns listade i Catalogue of Life.